# 飯田蝶子
飯田 蝶子（いいだ ちょうこ、1897年4月15日 - 1972年12月26日）は、日本の女優。本名は茂原 てふ（旧姓は飯田）。
松坂屋店員など様々な職を経て松竹蒲田撮影所に入社。
庶民派の老女役や祖母役などの老け役を多く演じて「日本を代表するお婆さん女優」として親しまれた（出演本数は300本を超え、息の長い活躍を見せた）。
水木歌紅（栗島すみ子）の弟子として、水木 歌門の名で水木流日本舞踊の名取も務めた。
夫は撮影技師の茂原英雄。

## 来歴・人物

### 生い立ち
1897年（明治30年）4月15日、東京府東京市浅草区堀端（現在の東京都台東区浅草）に生まれる。父の操は一人娘だった母・せいの婿養子で、逓信省の下級役人だったが、家が貧しかったため、飯田が2歳の頃に本所区緑町に住む母方の祖母の近所へ転居する。飯田は長女だが、後に4人の姉弟が生まれていくと更に家計は苦しくなり、育ちざかりの姉弟は栄養失調で鳥目になった。そのため飯田は、若干の家作を持っていた祖母に引き取られる。子供の頃は、近所の寿座という歌舞伎小屋に芝居を見に行っては芝居ごっこをして遊んでいた。
私立の幸田小学校などで学んだあと、祖母の援助で上野高等女学校へ進むが、両親の家計のやりくりから生じる夫婦喧嘩を見るに忍びず、少しでも母を楽にしようと、夜に上野公園の納涼博覧会で女監視人として働く。日給13銭のアルバイトだったが、働いてお金を貰うことに面白さを感じ、自然に学校への足が遠のいて、2ヶ月ほどで中退する。博覧会も夏だけの開催のため、秋には失業する。

### 女優の道へ
1913年（大正2年）、上野の松坂屋で女店員として働く。初めは休憩室係だったが、器用さを買われて裁縫部、広告部を経て食堂の会計を任されるようになる。この時、呉服売り場の人気女優のマネキンの新作披露で、モデルの女優が松坂屋に招待された時、女優の後ろに店員がぞろぞろとついて歩くのを見て、女優というものに憧れを持つ。そのうち周囲に説得されて結婚するが、すぐに離婚して実家へ戻る。その後再び自立を考えて、松坂屋の広告部にいた時に習った絵で身を立てようと志したり、武者小路実篤の新しき村に入ろうと考えたり、松井須磨子を代表とする新劇女優に憧れたりするうち、雑誌に投書するようになる。
1919年（大正8年）、日本橋区浜町にあった芸能新聞社に婦人記者として入る。広告取りの仕事を行い、赤坂の待合へ広告取りに行ったのが縁で帳場に雇われ、ルポルタージュを書いて、東京毎夕新聞社の社会部長である田口桜村に売り込んだりする。その秋、浅草・公園劇場で常打ちしていた初代中村又五郎一座の女優募集を『都新聞』の広告で知り、すぐに応募して採用される。役は腰元ばかりだったが、翌1920年（大正9年）に座長が亡くなると一座は解散。菊人形の監視人や香水のマネキンガールなどをしながら、活動写真の女優になろうと映画会社の女優募集に応募するが、どれも不採用に終わる。

### 松竹蒲田入社
1922年（大正11年）、婦人記者時代の友人と松竹蒲田撮影所の女優募集に応募。記者時代に面倒を見てくれた田口桜村が蒲田の撮影所長になっていることが分かり、田口に頼めば何とかなると思っていたが、田口は社の貿易部へ転出し、所長は監督の野村芳亭に替っていた。面接を受けると、美人な友人は採用され、飯田は不美人という理由で採用されなかった。そこで飯田は「女中などの脇役は美人がやると不自然で、自分のような不美人が脇役に合っている」という自説をまくしたてると、野村は共感し、これをきっかけに撮影所に日参。無給の見習女優として栗島すみ子の草履揃えから仕出しまで何でもこなす。仕事のない時は、セットに張り付いて見学した。
1923年（大正12年）1月、その熱心さを認められて月給10円で正式に入社する。飯田長子の芸名で大部屋の一員となり、野村監督の『死に行く妻』の端役でデビューする。最初は仕出しばかりだったが、池田義信監督の『闇を行く』で色気のない女土方を演じると池田に褒められ、これが出世作となった。次いで牛原虚彦監督の『人性の愛』で老け役を演じると好評を博し、ボーナスを貰った上に月給は50円になった。同年9月1日の関東大震災で撮影所が罹災すると、松竹下加茂撮影所に移るが、翌1924年（大正13年）1月になると蒲田に戻る。

### 松竹時代
同年、池田監督の『スヰートホーム』で意地悪な女工の監督を演じるが、主演の職工役の諸口十九に突き飛ばされるシーンを、諸口の申し入れで数十回もやり直しさせられ、最後に力いっぱい突き飛ばされ、リンゴ箱で唇を切り、2針縫う傷を負った。これが口惜しくてたまらず、芸を磨こうと決心する。この頃、飯田蝶子と改名する。同年7月、城戸四郎が撮影所長に就任し、野村前所長の新派悲劇路線から、明るく健康的なホーム・コメディ路線に製作方針を転換すると、飯田の江戸っ子気質の開放的なキャラクターが買われ、城戸が原案を描いた『坊やの復讐』、池田監督の『小唄集 ストトン』、吉野二郎監督の『がまぐち』などに出演して、三枚目の喜劇女優として活躍し、1925年（大正14年）に小林十九二、二葉かほるらとともに準幹部に昇進する。やがて喜劇・シリアスを問わず脇役として重要な役どころを演じるようになり、栗島主演の『或る女の話』、井上正夫主演の『祖国』などに助演する一方、島津保次郎監督の『文化病』で新井淳とコンビで主演する。
1926年（大正15年）1月8日、森野五郎とともに幹部に昇進する。島津監督の『女房礼讃』、大久保忠素監督の『親孝行』などで新井淳とコンビを組み人気を得、池田監督・栗島主演の『毀れた人形』、鈴木傳明主演の『運動家』、野村監督の『カラボタン』などには脇役で達者な演技を見せた。1927年（昭和2年）、撮影技師の茂原英雄と結婚。茂原が小津安二郎監督とコンビを組んでいたことから、小津作品に常連出演するようになり、『肉体美』『学生ロマンス 若き日』『東京の合唱』など、戦後の作品も含め計18本に出演した。芸者屋を舞台にした『宝の山』では芸者屋の女将役で助演したが、その頃に飯田は蒲田の二業地に待合を経営しており、小津はそこへ遊びに行っては芸者の取材をしていた。また、坂本武が主演する喜八ものでも立て続けに起用され、『出来ごころ』『浮草物語』『箱入娘』『東京の宿』に助演する。小津作品以外では、島津監督の『上陸第一歩』『隣の八重ちゃん』、五所平之助監督の『女と生まれたからにゃ』などに出演し、池田監督・栗島コンビの作品にも大役で出演した。副業で芸者屋を営んでいたことから、芸者や芸者置屋の女将を演じることも多かった。映画がトーキーの時代に入ると、トーキーにふさわしい演技が必要と寄席へ通って落語を研究、トーキー第1作となった『忠臣蔵』では不破数右衛門の妻を軽妙に演じた。
1934年（昭和9年）麻雀賭博容疑により多くの文士などとともに検挙される。

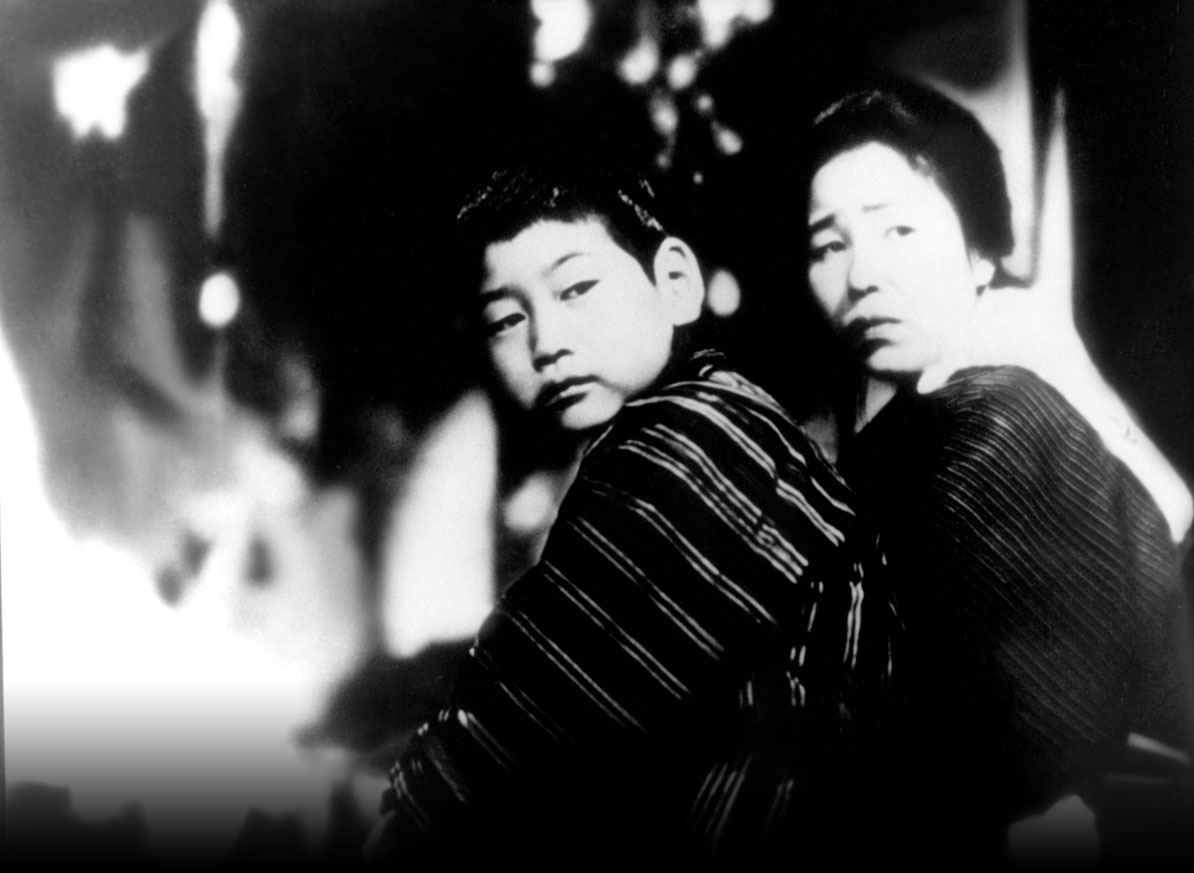
『一人息子』（1936年）のスチル写真。左は葉山正雄。

1935年（昭和10年）、大幹部待遇に昇格し、蒲田では栗島・田中絹代に次ぐ序列を与えられる。演技も充実していき、五所監督の『人生のお荷物』では新井と夫婦コンビで仲人を演じ、小津監督の『一人息子』でも母親役を好演。そのほか、島津監督の『婚約三羽烏』、清水宏監督の『信子』などの大作・話題作に助演する一方、主演級の役も多く演じ、『三人寄れば』では飯田と並ぶ松竹のベテラン脇役女優の吉川満子、岡村文子と顔合わせしている。

### 戦後、死去
1945年（昭和20年）、五所監督の『伊豆の娘たち』が戦後第1作となるが、これを最後に松竹を退社してフリーとなる。小津監督の戦後第1作『長屋紳士録』では意に反して孤児を引き取っていく長屋のおばちゃんを演じ、自身の代表作とした。ほか、黒澤明監督の『醉いどれ天使』『野良犬』、稲垣浩監督の『無法松の一生』、堀川弘通監督の『裸の大将』などに出演、今井正監督の『どっこい生きてる』にニコヨンのお婆さんを演じたのを機に、独立プロ作品にも多く出演している。東宝の『若大将シリーズ』では、加山雄三演じる主人公の祖母を演じ、シリーズ第16作まで出演する。『時間ですよ』などテレビドラマにも出演した。1963年（昭和38年）に紫綬褒章、1967年（昭和42年）に勲四等瑞宝章をそれぞれ受章する。1967年（昭和42年）、夫の茂原と死別。
1972年（昭和47年）7月26日、ドラマ『おはよう』の収録中に体調が悪化し、その翌日に肋膜炎の疑いで東京都豊島区の敬愛病院に入院する。「私は死なないよ。80歳まで仕事は続けるんだから」と病床で語っていたが、同年12月26日午後3時24分、肺癌のため死去。75歳没。

## 出演作品

### 映画
◎印は小津安二郎監督作品
- 死に行く妻（1923年、松竹キネマ）

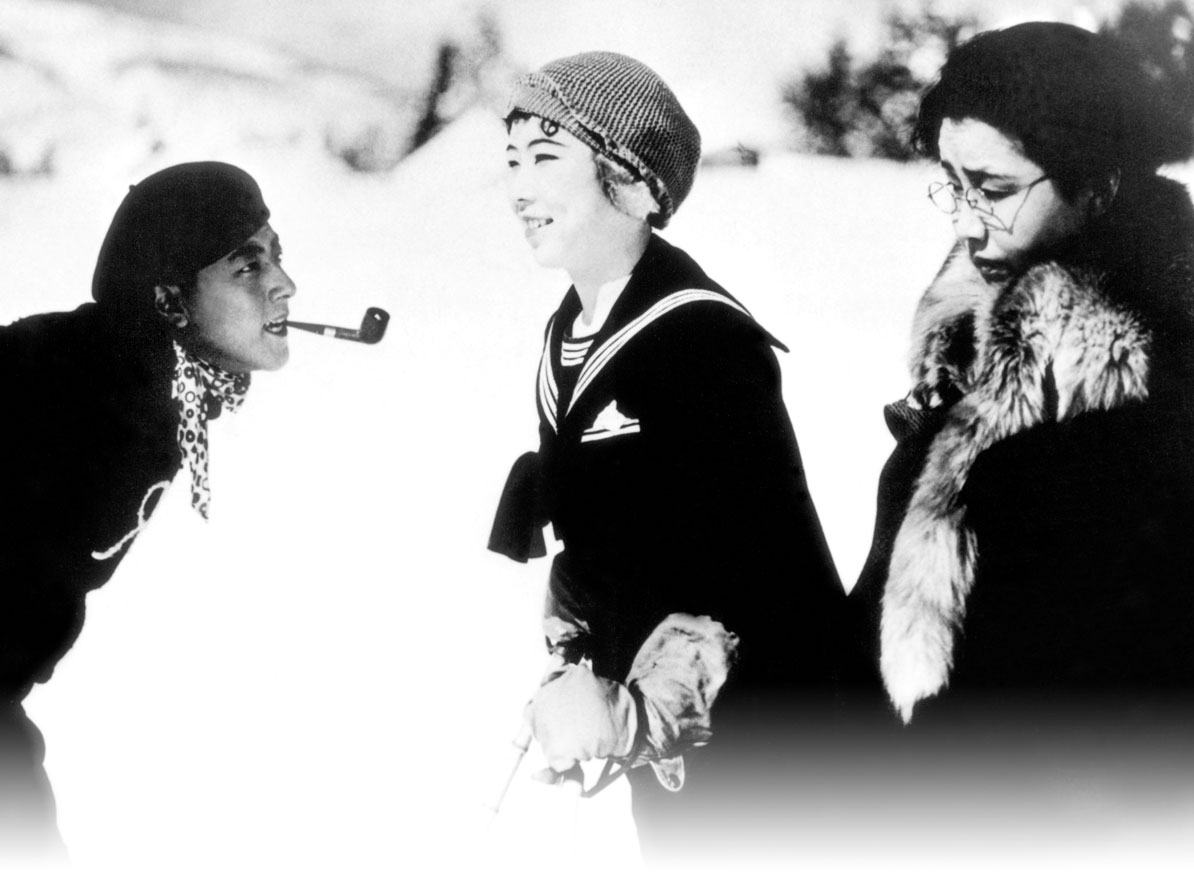
『学生ロマンス 若き日』（1929年）。左から結城一朗、松井潤子、飯田。

- 闇を行く（1923年、松竹キネマ） - 女土方
- 山中小唄（1923年、松竹キネマ）
- 小唄集 ストトン（1924年、松竹キネマ） - 女房おみの
- スヰートホーム（1924年、松竹キネマ） - 女工の監督
- 赤坂心中（1924年、松竹キネマ）
- 小さき姫君（1925年、松竹キネマ）
- 祖国（1925年、松竹キネマ）
- 文化病（1925年、松竹キネマ）
- 勇敢なる恋（1925年、松竹キネマ）
- 屋上の恋人（1925年、松竹キネマ）
- 愛妻の秘密（1925年、松竹キネマ）
- 御意見御無用（1925年、松竹キネマ） - 夫人
- 正ちゃんの蒲田訪問（1925年、松竹キネマ）
- 運動家（1926年、松竹キネマ）
- お坊ちゃん（1926年、松竹キネマ） - 羽田家女中
- カラボタン（1926年、松竹キネマ）
- 広瀬中佐（1926年、松竹キネマ） - 継母きん子
- 人間愛（1926年、松竹キネマ）
- 奔流（1926年、松竹キネマ）
- 彼女（1926年、松竹キネマ）
- 地下室（1926年、松竹キネマ） - 女中
- 恋愛混線（1927年、松竹キネマ） - カフェー女給お玉
- 九官鳥（1927年、松竹キネマ） - 女房女土方おりき
- 緋紗子の話（1927年、松竹キネマ）
- 艶魔（1927年、松竹キネマ） - 古着屋甚兵衛女房
- 吹雪の後（1927年、松竹キネマ）
- 髑髏の踊り（1927年、松竹キネマ） - 若女の幽霊、老婆の幽霊
- 美女と秘密（1927年、松竹キネマ）
- 道呂久博士（1928年、松竹キネマ） - おりん
- 女の一生（1928年、松竹キネマ） - 女中頭お峰
- 昭和の女（1928年、松竹キネマ） - 高子
- 妻君廃業（1928年、松竹キネマ）
- ◎肉体美（1928年、松竹キネマ） - 妻律子
- 越後獅子（1929年、松竹キネマ）
- 恋愛風景（1929年、松竹キネマ） - 先生
- ◎宝の山（1929年、松竹キネマ） - 梅廼家の女将
- ◎学生ロマンス 若き日（1929年、松竹キネマ） - 千恵子の伯母
- ◎大学は出たけれど（1929年、松竹キネマ） - 下宿の主婦
- 現代奥様気質（1930年、松竹キネマ）
- モダン奥様（1930年、松竹キネマ）
- 若者よなぜ泣くか（1930年、松竹キネマ） - 立花恵子
- 留守中発展（1930年、松竹キネマ）
- 街の浮浪者（1931年、松竹キネマ）
- 暴風の薔薇（1931年、松竹キネマ）
- ◎東京の合唱（1931年、松竹キネマ） - 先生の妻
- 島の裸体事件（1931年、松竹キネマ）
- 愛よ人類と共にあれ（1931年、松竹キネマ） - バーのマダム
- ◎淑女と髯（1931年、松竹キネマ） - その母
- 山村の光（1931年、松竹キネマ）
- 若き日の感激（1931年、松竹キネマ） - 家政婦のお千代
- 満州行進曲（1932年、松竹キネマ） - 看護婦
- 上陸第一歩（1932年、松竹キネマ） - 安宿のお神
- 兄さんの馬鹿（1932年、松竹キネマ）
- 天国に結ぶ恋（1932年、松竹キネマ） - 体操の教師
- ◎青春の夢いまいづこ（1932年、松竹キネマ） - 斎木の母おせん
- 嵐の中の処女（1932年、松竹キネマ）
- ◎また逢ふ日まで（1932年、松竹キネマ） - 女中
- 忠臣蔵（1932年、松竹キネマ） - 不破の妻・縫
- 花嫁の寝言（1933年、松竹キネマ） - 隣りの内儀
- 恋の花咲く 伊豆の踊子（1933年、松竹キネマ） - 芸姑
- 応援団長の恋（1933年、松竹キネマ） - 下宿の小母さん
- 孔雀船（1933年、松竹キネマ）
- 君と別れて（1933年、松竹キネマ） - 芸者屋の女将
- 夜ごとの夢（1933年、松竹キネマ） - 女将
- 二つ燈籠（1933年、松竹キネマ） - お仙
- 嬉しい頃（1933年、松竹キネマ） - 清元師匠おつね
- 愛撫（1933年、松竹キネマ） - 下宿屋の小母さん
- ◎出来ごころ（1933年、松竹キネマ） - おとめ
- 女学生と与太者（1933年、松竹キネマ） - 校長夫人
- 女と生れたからにゃ（1934年、松竹キネマ）
- 沓掛時次郎（1934年、松竹キネマ） - 女房おろく
- 玄関番とお嬢さん（1934年、松竹キネマ） - 下宿の小母さん
- 東洋の母（1934年、松竹キネマ） - 家政婦倉田夫人
- 婦系図（1934年、松竹キネマ） - 女中お源
- ◎母を恋はずや（1934年、松竹キネマ） - チャブ屋の掃除婦
- 月形半平太（1934年、松竹キネマ） - お蝶
- 隣の八重ちゃん（1934年、松竹キネマ） - 母・浜子
- 一本刀土俵入り（1934年、松竹キネマ） - 立科のおかみさん
- 女の顔役（1934年、松竹キネマ） - おかみさん
- ◎浮草物語（1934年、松竹キネマ） - かあやん
- 春江の結婚（1934年、松竹キネマ） - おしん
- ◎箱入娘（1935年、松竹キネマ） - おつね
- ◎東京の宿（1935年、松竹キネマ） - おつね
- 永久の愛（1935年、松竹キネマ） - 女房おきよ
- 二人静（1935年、松竹キネマ）
- 春琴抄 お琴と佐助（1935年、松竹キネマ） - お君
- 人生のお荷物（1935年、松竹キネマ） - 妻おかね
- ◎大学よいとこ（1936年、松竹キネマ） - お内儀
- 家族会議（1936年、松竹キネマ） - お雪
- 男性対女性（1936年、松竹キネマ） - 津田園
- 少年航空兵（1936年、松竹キネマ） - 母おたか
- ◎一人息子（1936年、松竹キネマ） - 野々宮つね
- 人妻椿（1936年、松竹キネマ） - 千代
- 荒城の月（1937年、松竹キネマ） - 三浦の母
- ◎淑女は何を忘れたか（1937年、松竹キネマ） - マダム千代子
- 婚約三羽烏（1937年、松竹） - たばこ屋のおばさん
- 男の償ひ 前篇（1937年、松竹） - 母・粂子
- 征戦愛馬譜 暁に祈る（1940年、松竹キネマ） - お時
- ◎戸田家の兄妹（1941年、松竹） - 女中きよ
- 歌女おぼえ書（1941年、松竹） - 宿のお内儀
- 十日間の人生（1941年、松竹） - 下宿の内儀
- 高原の月（1942年、松竹） - その母
- 或る女（1942年、松竹） - 下宿のお母さん
- 水兵さん（1944年、松竹）
- 歓呼の町（1944年、松竹） - 風呂屋の女房
- 伊豆の娘たち（1945年、松竹） - しげ
- 或る夜の殿様（1946年、東宝） - 妻おくま
- 四つの恋の物語 第三話（1947年、東宝） - 闇屋の小母さん
- ◎長屋紳士録（1947年、松竹） - おたね
- 春の目ざめ（1947年、東宝） - 竹村たま
- 醉いどれ天使（1948年、東宝） - 婆や
- 幽霊暁に死す（1948年、新演伎座） - 郡山優子
- 向う三軒両隣り 白百合の巻（1948年、新東宝） - 山田家老婆
- 鐘の鳴る丘（松竹） - しの
  - 第一篇 隆太の巻（1948年）
  - 第二篇 修吉の巻（1949年）
- 殿様ホテル（1949年、東宝） - てる
- 春の戯れ（1949年、東宝） - おろく
- 地獄の笛（1949年、芸研） - 田舎の老婆
- 新釈四谷怪談（1949年、松竹） - お倉
- 野良犬（1949年、映画芸術協会・新東宝） - 光月の女将
- 森の石松（1949年、松竹） - 石松の母
- 小原庄助さん（1949年、新東宝） - おせき婆さん
- 石中先生行状記（1950年、新東宝・藤本プロ） - 貞作の母
- シミキンの無敵競輪王（1950年、東宝） - 下宿のおばちゃん
- 女性対男性（1950年、太泉映画・芸研プロ） - 婆やまき
- 銀座三四郎（1950年、新東宝） - 種子
- 山のかなたに（1950年、新東宝） - 古川ミネ子
- 乱れ星荒神山（1950年、東横映画） - 長屋の女房おとら
- 女賊と判官（1951年、東横映画） - 女中お蝶
- 天明太郎（1951年、松竹） - 母
- どっこい生きてる（1951年、前進座・新星映画） - 秋山婆さん
- あの丘越えて（1951年、松竹） - あや
- 箱根風雲録（1952年、新星映画） - トラ
- 離婚（1952年、東京プロ） - 喜久代
- 慟哭（1952年、新東宝）
- 嫁ぐ今宵に（1953年、新映プロ） - お蝶
- 雁（1953年、大映） - おさん
- 放浪記（1954年、東映） - ふみ子の母
- どぶ（1954年、近代映画協会） - たみ
- 愛と死の谷間（1954年、日活） - 坂田松代
- 警察日記（1955年、日活） - タツ
- 三つの顔（1955年、日活） - お紺婆さん
- 月夜の傘（1955年、日活） - 宮島弥生
- たけくらべ（1955年、新芸術プロ） - ばあやおとき
- くちづけ（1955年、東宝） - 金井八十子
- サラリーマン 続・目白三平（1955年、東映） - 三平の母
- 続警察日記（1955年、日活） - お金婆さん
- 力道山物語 怒濤の男（1955年、日活） - 母たつ
- 真昼の暗黒（1956年、現代ぷろ） - 植村つな
- 雑居家族（1956年、日活） - おせい
- 大学の石松（1956年、東映） - 下宿のおばさんおしげ
- 台風騒動記（1956年、山本プロ） - 老婆
- 婚約三羽烏（1956年、東宝） - 煙草屋のおばさん
- 四谷怪談（1956年、新東宝） - お槙
- 3人娘シリーズ（東宝）
  - ロマンス娘（1956年） - デパートの老婆
  - 大当り三色娘（1957年） - お祖母さん
- 黄色いからす（1957年、歌舞伎座） - 東六の祖母
- 異母兄弟（1957年、独立映画） - マス
- 森繁の僕は美容師（1957年、宝塚映画） - おばあちゃん
- 爆音と大地（1957年、東映） - おとめ
- どたんば（1957年、東映） - 石垣かね
- 東京の休日（1958年、東宝） - 芸者屋の女将
- 無法松の一生（1958年、東宝） - 宇和島屋おとら
- ひばりの花形探偵合戦（1958年、東映） - 大安寺の老婆
- 鰯雲（1958年、東宝） - 姑・ヒデ
- 裸の太陽（1958年、東映） - いね
- 裸の大将（1958年、東宝） - 近所の婆さん
- 蟻の街のマリア（1958年、歌舞伎座） - 河津婆
- こだまは呼んでいる（1959年、東宝） - 籠屋の姿さん
- 花のれん（1959年、宝塚映画） - 安来節お種
- 海っ子山っ子（1959年、桜映画社） - 竜宮館の婆さん
- からたち日記（1959年、歌舞伎座） - おば
- おヤエシリーズ（日活）
  - おヤエの女中と幽霊（1959年） - 御隠居さん
  - おヤエの女中の大将（1959年） - お徳
- 新・三等重役 亭主教育の巻（1960年、東宝） - 沢村の母
- 社長シリーズ（東宝）
  - 社長道中記（1961年） - 列車の老婆
  - 社長行状記（1966年） - 小田中政子
- 妻として女として（1961年、東宝） - 西垣志野
- 若大将シリーズ（東宝） - 田沼りき
  - 大学の若大将（1961年）
  - 銀座の若大将（1962年）
  - 日本一の若大将（1962年）
  - ハワイの若大将（1963年）
  - 海の若大将（1965年）
  - エレキの若大将（1965年）
  - アルプスの若大将（1966年）
  - レッツゴー!若大将（1967年）
  - 南太平洋の若大将（1967年）
  - ゴー!ゴー!若大将（1967年）
  - リオの若大将（1968年）
  - フレッシュマン若大将（1969年）
  - ニュージーランドの若大将（1969年）
  - ブラボー!若大将（1970年）
  - 俺の空だぜ!若大将（1970年）
- ゲンと不動明王（1961年、東宝） - 峠の茶屋のばあさん
- 喜劇 にっぽんのお婆あちゃん（1962年、M.I.I.プロ） - 風船ばあさん花
- 紅の空（1962年、東宝） - 家政婦・お蝶さん
- 放浪記（1962年、宝塚映画） - 駄菓子屋の婆さん
- いつでも夢を（1963年、日活） - 岩下花子
- 台所太平記（1963年、東宝） - その母
- エデンの海（1963年、日活） - 巴の母
- 温泉女医（1964年、大映） - おたみ
- こんにちは赤ちゃん（1964年、東宝） - 忠太郎の祖母
- クレージー映画（東宝）
  - 日本一のホラ吹き男（1964年） - つね
  - クレージー黄金作戦（1967年） - 板垣かね
  - 日本一の断絶男（1969年） - 黒川社長
- 馬鹿が戦車でやって来る（1964年、松竹） - とみ
- 姿三四郎（1965年、東宝） - 婆さん
- お嫁においで（1966年、東宝） - 担ぎ屋のおばさん
- 運が良けりゃ（1966年、松竹） - 取上婆
- ハナ肇の一発大冒険（1968年、松竹） - 間かね
- 喜劇 負けてたまるか!（1970年、東宝） - しの
- やるぞみておれ為五郎（1971年、松竹） - 初代お蝶

### テレビドラマ
- どたんば（1956年、NHK総合）
- ここに人あり（NHK総合）
  - 第99回「鶏と人間」（1959年）
  - 第118回「旗をふるおばんちゃん」（1960年）
  - 第143回「木魚と斧とガマの膏の物語」（1960年）
- 東京0時刻 / 狂った妻（1959年、KR）
- 雑草の歌（日本テレビ）
  - 第73回「隣のおばさん」（1959年）
  - 第97回「ゴミの中の顔」（1960年）
- お好み日曜座 / 生きかえった石松（1959年、NHK総合）
- サンヨーテレビ劇場（KR）
  - いろはにほへと（1959年） - 松本ムネ
  - 女（1960年）
  - 先祖伝来（1960年）
  - かあちゃんしぐのいやだ（1960年）
- 新三等重役（1959年 - 1960年、NET）
- テレビ劇場 / 楢山節考（1960年、日本テレビ）
- 三菱ダイヤモンド劇場 / 直木賞シリーズ・第27回「強情いちご」（1960年、フジテレビ）
- 東芝日曜劇場（KR→TBS）
  - 第193回「笊医者」（1960年）
  - 第214回「喧嘩纏」（1961年）
  - 第581回「天国の父ちゃんこんにちは その5」（1968年） - 山路とみ
  - 第598回「天国の父ちゃんこんにちは その6」（1968年） - 山路とみ
  - 第618回「天国の父ちゃんこんにちは その7」（1968年） - 山路とみ
  - 第633回「天国の父ちゃんこんにちは その8」（1969年） - 山路とみ
- 東芝土曜劇場 第88回「人形の眼」（1960年、CX）
- 若い季節（1961年 - 1964年、NHK総合）
- 夜の十時劇場 / 青べか物語（1961年、フジテレビ）
- シャープ火曜劇場（フジテレビ）
  - 第16回「伊津子とその母」（1961年） - 老母やす
  - 第56回「おせっかいな季節」（1962年）
- テレビ指定席（NHK総合）
  - 計算ちがい（1962年）
  - ドブネズミ色の街（1963年）
- ポーラ名作劇場 第41回「才女誕生」（1963年、毎日放送・NET） - 祖母・きみ
- 一千万人の劇場 / 案山子（1964年、フジテレビ）
- 日本映画名作ドラマ / 母と娘たち（1964年、NET）
- 判決（NET）
  - 第79話「目には目を」（1964年） - 新興宗教信者の老婆
  - 第127話「老いた愛」（1965年） - 町村さよ
- 夫婦百景 第322回「物忘れ夫婦」（1964年、日本テレビ）
- 30分劇場 第26回「アヤという娘」（1964年、日本テレビ） - 祖母・かつ
- のれん太平記（フジテレビ）
  - 第1シリーズ（1964年） - たか
  - 第2シリーズ（1964年）
  - 第3シリーズ（1965年） - ふじ
  - 第4シリーズ（1965年） - 北条花子
  - 第5シリーズ（1965年 - 1966年） - 大川よね
- 日産スター劇場（日本テレビ）
  - 奥さまは軽井沢がお好き（1965年）
  - 俺は三男坊（1966年）
  - だって好きなんだもの（1966年）
  - 生まれなさい赤ちゃん（1967年）
  - げんこつと聴診器（1967年）
  - 私は妻です（1967年）
  - 見通し明るいよ（1967年）
  - 長屋の姫君（1967年）
  - 夏みかんのような娘（1968年）
  - はじめまして（1968年）
- 三匹の侍 第4シリーズ 第11話「小仏峠まかり通る」（1966年、フジテレビ）
- 太陽のあいつ（1967年、TBS）
- 青春（1967年、フジテレビ） - 横山とく
- 素浪人 月影兵庫 第2シリーズ 第62話「花が恥らうトシだった」（1968年、NET / 東映）
- ゆびきりげんまん（1968年 - 1969年、フジテレビ） - おばあちゃん
- 男一番!タメゴロー（1970年、NET） - 花子
- 銀河ドラマ（NHK総合）
  - 求む!人間（1970年）
  - サスペンスシリーズ 八つ墓村（1971年）
- 日曜8時、笑っていただきます（1970年 - 1971年、TBS） - お米
- 時間ですよ（1970年 - 1972年、TBS） - たき
- 七つちがい 第13話「愛があるなら…」（1971年、日本テレビ） - とめ
- 鉄道100年 大いなる旅路（1972年、日本テレビ）
- おはよう（1972年、TBS）

### その他のテレビ番組
- 私だけが知っている / 理由なき脅迫（1958年、NHK総合） - 特別探偵
- 第14回NHK紅白歌合戦（1963年12月31日、NHK総合・ラジオ第1） - 審査員。飯田の紹介シーンも含め、映像が全編現存する。
- スター千一夜（フジテレビ）
- 植木等ショー（TBS）

### ラジオ
- くすくす・くらぶ（ラジオ東京）